# Hymenocallis venezuelensis
Hymenocallis venezuelensis är en amaryllisväxtart som beskrevs av Hamilton Paul Traub. Hymenocallis venezuelensis ingår i släktet Hymenocallis och familjen amaryllisväxter. Inga underarter finns listade i Catalogue of Life.